# 국가평화발전평의회
국가평화발전평의회(버마어: နိုင်ငံတော် အေးချမ်းသာယာရေး နှင့် ဖွံ့ဖြိုးရေး ကောင်စီ, 영어: State Peace and Development Council, SPDC)는 미얀마의 군사 정권의 최고 결정 기관이다.
1988년 9월, 옛 버마군의 쿠데타에 의해 국가법질서회복평의회(State Law and Order Restoration Council, SLORC)가 전권을 장악한 이래, 군사 정권이 2011년까지 미얀마를 통치했다. SLORC는 1997년 11월에 SPDC로 개편됐다. 2010년 11월 7일 미얀마 군사 정권은 총선을 통해 민간에 정권을 이양했다. 하지만 2010년 총선은 관제 야당들을 들러리로 내세운 사실상 관제선거였다는 비판이 제기되고 있다.

## 주요 인물
- 탄 슈웨: 의장, 원수
- 마웅에: 부의장, 차수
- 투라슈웨만: 국군 통합 참모장, 대장
- 테인 세인: 수상, 대장
- 티하투라틴아웅민트오: 제 1 서기, 대장

## 같이 보기
- 국민 민주 연맹